# Monolistra bosnica
Monolistra bosnica är en kräftdjursart som beskrevs av Boris Sket 1970. Monolistra bosnica ingår i släktet Monolistra och familjen klotkräftor. Inga underarter finns listade i Catalogue of Life.